# Károly Radóczy
Károly Radóczy (ur. 31 sierpnia 1885 w Budapeszcie, zm. 17 stycznia 1962 tamże) – węgierski lekkoatleta, specjalizujący się w sprintach i biegach średniodystansowych, dwukrotny uczestnik igrzysk Olimpijskich.
Radóczy reprezentował Królestwo Węgier na igrzyskach olimpijskich dwukrotnie. Po raz pierwszy miało to miejsce w Londynie podczas IV Letnich Igrzysk Olimpijskich. Wystartował tam w biegu na 200 metrów. W fazie eliminacyjnej wygrał swój bieg walkowerem, gdyż jego rywale nie stawili się na starcie. W fazie półfinałowej pobiegł w pierwszym biegu, który z czasem 22,8 sekundy zakończył na trzecim miejscu, czym odpadł z dalszej rywalizacji. Cztery lata później, podczas V Letnich Igrzyskach Olimpijskich w 1912 roku w Sztokholmie, wystartował na dystansie czterokrotnie dłuższym. W biegu na 800 metrów Radóczy wystartował w dziewiątym biegu eliminacyjnym, którego nie ukończył.
Reprezentował barwy budapesztańskiego klubu MTK.

## Rekordy życiowe
- bieg na 200 metrów – 22,8 (1906)